# Stanislav Popelka
Stanislav Popelka (12. prosince 1917 Františky – 3. června 1940 Ozoir-la-Ferrière) byl český stíhací pilot, příslušník československé armády v zahraničí a oběť druhé světové války.

## Život

### Před druhou světovou válkou
Stanislav Popelka se narodil 12. prosince 1917 na Františkách na Chrudimsku. Základní školu vychodil v Mokrém na Opočensku, kde jeho matka sloužila na statku. V Krouně se vyučil strojním zámečníkem. V rámci prezenční vojenské služby byl zařazen do pilotního výcviku. Dosáhl hodnosti četaře.

### Druhá světová válka
Po německé okupaci v březnu 1939 opustil Stanislav Popelka ilegálně Protektorát Čechy a Morava a přes Polsko se dostal do Francie, kde podepsal závazek ke vstupu do cizinecké legie. Po vypuknutí druhé světové války, byl zařazen ke francouzskému letectvu k jednotce GC I/6 a přeškolen na stroj Morane-Saulnier MS.406. Zapojil se do bitvy o Francii a jeho posledním působištěm bylo letiště Lognes-Émerainville nedaleko Paříže. Na své konto si zapsal účast na sestřelu bombardéru Dornier Do 17. Dne 3. června 1940 se zúčastnil akce mající za úkol obranu Paříže před německým náletem, během které byl sestřelen a jeho letoun se v plamenech zřítil u Ozoir-la-Ferrière k zemi. Následující den byl pohřben na místním hřbitově. Po skončení války byly jeho ostatky převezeny na Československý vojenský hřbitov La Targette.

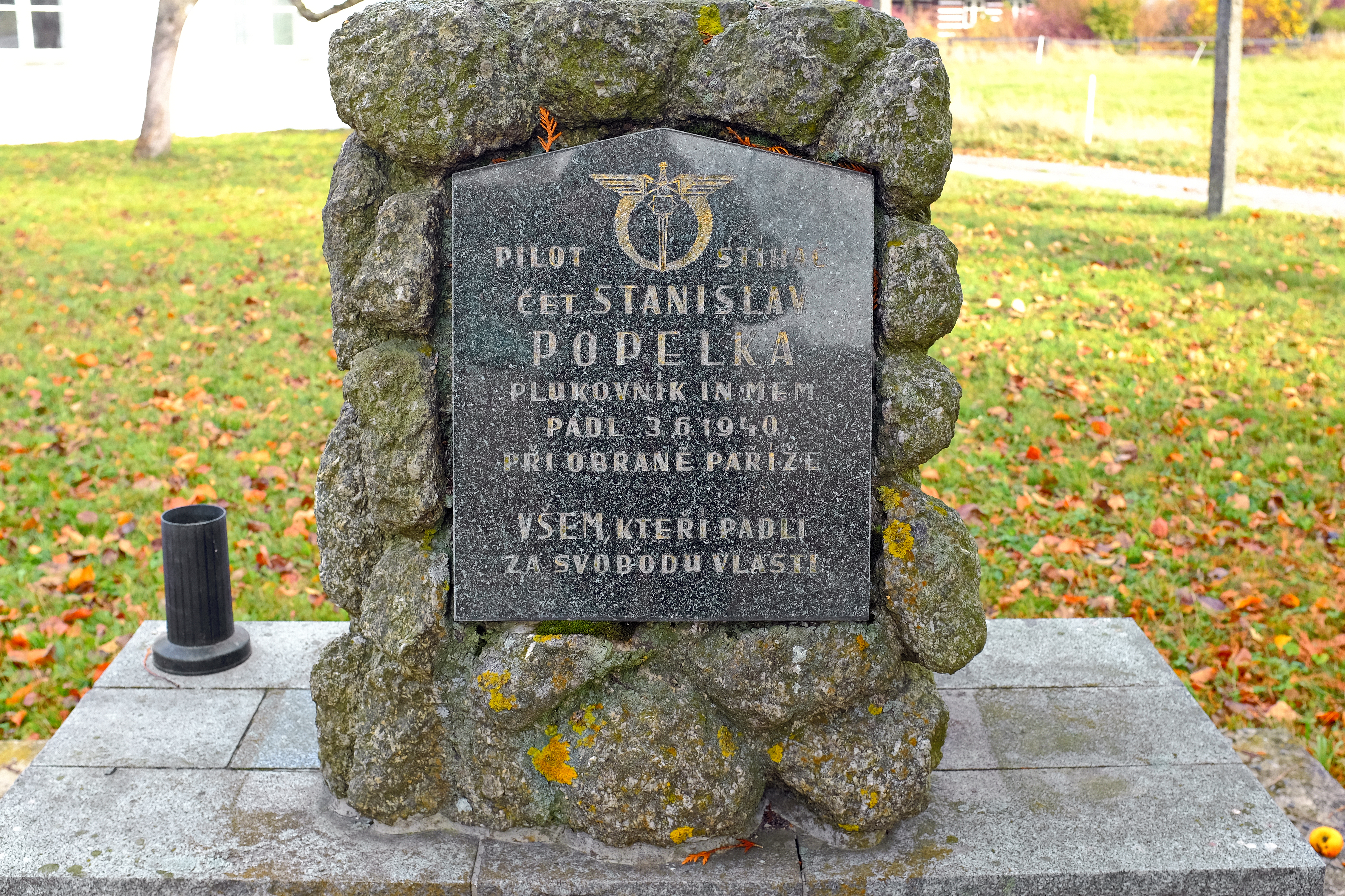
Pomník Stanislava Popelky na Františkách

## Ocenění in memoriam

### Vyznamenání
- 1940 Československý válečný kříž 1939
- 1943 Croix de guerre

### Další ocenění a připomínky
- Stanislav Popelka byl v roce 1991 povýšen do hodnosti plukovníka
- Stanislavu Popelkovi byl v rodné vsi v roce 1995 odhalen pomník[1]